# Synagoga mniejsza w Kole

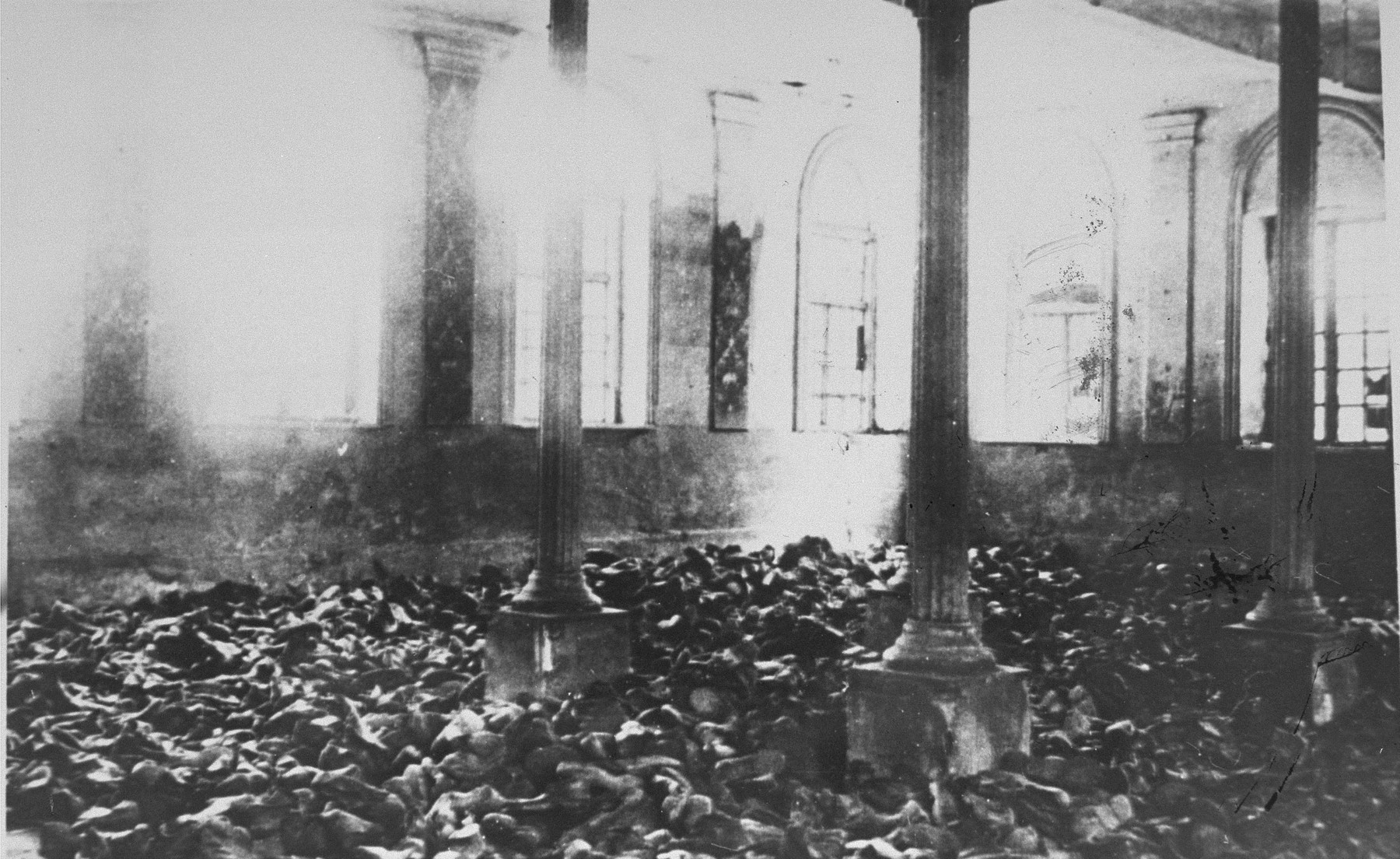
Wnętrze synagogi w 1945 roku

Synagoga mniejsza w Kole – synagoga istniejąca niegdyś w Kole, na rogu ulicy Kuśnierczej i Nowego Rynku. Zburzona w 1945 roku.

## Historia
Synagoga mniejsza do 1860 roku pełniła funkcję głównej synagogi w Kole. Po wybudowaniu synagogi wielkiej w latach 1854–1860 pełniła już tylko funkcję bet midraszu, jesziwy i koszerni. Był to murowany budynek parterowy, pokryty dachówką, o powierzchni 419,10 metrów kwadratowych. Według wspomnień mieszkańców miasta wnętrze synagogi składało się z dwóch sal. Do synagogi przyległy był budynek siedziby gminy żydowskiej (podczas II wojny światowej Judenratu) i żydowskich szkół, posiadała także wspólne podwórze z mykwą.
Podczas II wojny światowej synagoga wykorzystywana była przez Niemców jako punkt przesiedleńczy. W synagodze na noc zatrzymywano Żydów wysyłanych do obozu zagłady w Chełmnie nad Nerem. Żydzi zmuszeni byli maszerować 2 kilometry z dworca kolejowego do synagogi, gdzie następnie zabierano im pieniądze i wydawano za nie słomę. Następnie Żydzi byli wywożeni z synagogi samochodami do Chełmna. W grudniu 1941 roku w synagodze i przyległej do niej siedzibie Judenratu zebrano do wywózki Żydów z kolskiego getta.
Według oględzin sędziego Władysława Bednarza z 10 czerwca 1945 roku budynek był otynkowany, a w środku, na środku sali, znajdowały się cztery kolumny na podstawach „kształtu sześcianów”, będące prawdopodobnie bimą. Na ścianach i piecu w synagodze znajdowały się także napisy wykonane przez przetrzymywanych w synagodze Żydów i polskich robotników przymusowych. 18 czerwca Bednarz wraz z miejscowymi kobietami narodowości niemieckiej uporządkował pomieszczenia synagogi, a następnie wystąpił do Komendy Powiatowej Milicji Obywatelskiej w Kole z prośbą o zabezpieczenie 4748 par butów, pozostawionych w synagodze przez przetrzymywanych tam Żydów. 
Według niektórych źródeł budynek uległ spaleniu jesienią 1945 roku i następnie został rozebrany. W sprawie zniszczenia synagogi Bednarz żądał od starosty kolskiego wyjaśnień. Do początku lat 80. XX wieku na miejscu synagogi działał sklep meblowy.